# Анна Шарлотта Лотаринзька
Анна Шарлотта Лотаринзька (фр. Anne-Charlotte de Lorraine, нім. Anna Charlotte von Lothringen; 17 травня 1714, Люневіль — 7 листопада 1773) — лотаринзька принцеса з дому де Водемон, донька герцога Лотаринзького Леопольда I та французької принцеси Єлизавети Шарлотти Орлеанської, настоятелька абатств Ремірмонту у Вогезах та Святої Вальтруди у Монсі, коад'ютриса Есенського та Торнського абатств.

## Біографія
Анна Шарлотта народилась 17 травня 1714 в Люневільському замку. Вона була наймолодшою, тринадцятою, дитиною та восьмою донькою в родині герцога Лотаринзького Леопольда I та його дружини Єлизавети Шарлотти Орлеанської. На момент її народження живими залишились старші брати Леопольд Клемент, Франсуа Етьєнн і Шарль Александр та сестра Єлизавета Тереза. Жила родина в Люневільському замку під турботливим наглядом матері.
Коли Анні Шарлотті було сім, вона із матір'ю, братами та сестрою відвідала Францію з приводу коронації Людовіка XV. Там діти познайомились із бабусею Єлизаветою Шарлоттою Пфальцькою, яка знайшла онук чарівними та привабливими, особливо, Анна Шарлотту, назвавши її «маленькою красунею». Також додала, що всі діти гарно виховані.
З 1723 зовнішня політика Лотарингії переорієнтувалася із Франції на Священну Римську імперію. Спадкоємний принц вирушив здобувати військову освіту до Відня. Цей стан речей тільки укріпився після 1725, коли як дружина для Людовіка XV не була обрана лотаринзька принцеса. 1729 шлюбну пропозицію відхилив Людовік де Бурбон, що відмовився брати другий шлюб будь з ким із сестер.
Того ж року 14-річна Анна Шарлотта втратила батька. Її матір стала регентом країни за відсутності брата Франсуа Етьєнна, що успадкував владу. 1736-го той одружився із спадкоємицею Священної Римської імперії Марією-Терезією. Сестра Єлизавета Тереза 1737-го побралася із королем Сардинії Карлом Еммануїлом III.

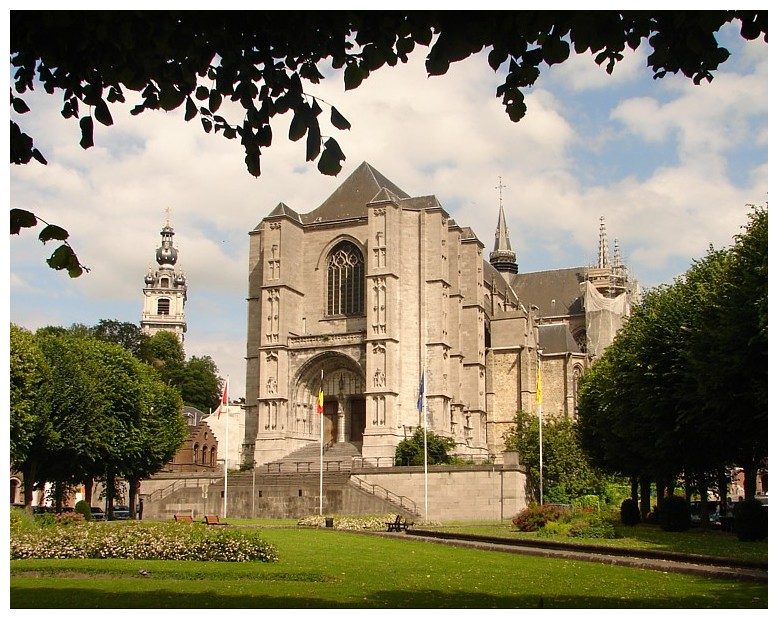
Абатство Святої Вальтруди у Монсі

Не маючи шлюбних пропозицій, у віці 23 років Анна Шарлотта стала настоятелькою Ремірмонтського абатства.
Герцогство Лотарингія було окуповане Францією і перейшло перед управління Станіслава Лещинського. Як компенсацію Єлизавета Шарлотта Орлеанська отримала невеличке князівство Коммерсі. 1744 року її не стало.
Після смерті матері Анна Шарлотта переїхала до Відня. Там вона була прийнята до імператорської родини та була присутня 4 жовтня 1745 на коронації брата Франсуа Етьєнна, що став імператором Священної Римської імперії. Проживала в апартаментах Шенбрунна. Однак, у столиці принцеса відчувала себе незваним гостем та вважала себе залежною. Вона мала тільки одного друга, графа Чарльза О'Гару, що з 1752 був її конюшим.
У 1754 Анна Шарлотта була призначена світською настоятелькою закладу для шляхтянок абатства Святої Вальтруди у Монсі. Таким чином вона перебралася до Бельгії, де її брат Шарль Александр вже десять років був штатгальтером. Як світська настоятелька, вона могла керувати общиною, залишаючись в миру. 1756 Марія-Терезія постановила зовиці бути коад'ютрисою Торнського монастиря, а наступного року — також і Есенського.
У Брюсселі Анна Шарлотта користувалася великим впливом на брата і виступала в ролі «першої леді».
У 1765 вона була присутньою на весіллі принца Леопольда з інфантою Марією Луїзою в Іннсбруку. За два тижні після цього помер імператор Франц.
Востаннє Анна Шарлотта перебувала у Відні з квітня по вересень 1770 року.
Померла принцесса 7 листопада 1773 у Монсі у віці 59 років. Похована у герцогському склепі церкви Сен-Франсуа-де-Кордельєр в Нансі.

## Титули
- 17 травня 1714 — 7 листопада 1773 — Її високість принцеса Анна Шарлотта Лотаринзька.